# A Channel (manga)
A Channel (Aチャンネル Ee Channeru), er en japansk firebilledestribe mangaserie lavet af bb Kuroda. Den gik i Houbunsha seinen-mangamagasin Manga Time Kirara Carat fra 28. oktober 2008 til 28. november 2020 En efterfølger med titlen A Channel ~days in junior high school~, også af bb Kuroda, startede i Manga Time Kirara Carino i januar 2012. En animeserie produceret af Studio Gokumi blev udsendt i Japan mellem 8. april og 24. juni 2011. En original video animation fulgte 21. marts 2012.

## Plot
De to piger Tooru Ichii og Run Momoki har været bedste venner, siden de var børn. Efter at have taget sin optagelsesprøve lykkes det for Tooru at komme på samme gymnasium, som det Run går på. Hun beslutter sig for at fortælle sin bedste ven nyheden men kommer på et uheldigt tidspunkt, hvor Run og hendes klassekammerat Yuko Nishi er havnet sammen i en pinlig situation. På den måde begynder den første akavede men morsomme tid sammen på skolen, hvor Tooru opfører sig aggressivt overfor andre, der viser interesse i Run. Og alt imens må deres fælles ven Nagi Tennoji forhindre Run i selv at komme galt af sted.

## Personer

### Hovedpersoner
Tooru Ichii (一井 透 (トオル) Ichii Tooru)
Seiyuu: Aoi Yuuki
En lav førsteårsstuderende som ofte går i en lilla cardigan med alt for lange ærmer. På grund af hendes lave og tynde kropsholdning har hun ofte problemer med at finde tøj, der passer hende. Hun har været venner med Run siden børnehaven, og hun bliver ofte ensom, når hun ikke er sammen med hende. Hun brød sig ikke om Yuuki i starten, siden hendes første indtryk af hende var at se hende i en kompromitterende situation med Run, og sidenhen har hun konstant drillet hende. Hun har en kat kaldet Tansan (炭酸 efter sodavand).
Run Momoki (百木 るん Momoki Run)
Seiyuu: Kaori Fukuhara
En blond andetårs-student med en papegøjeagtig frisure og Toorus bedste ven. Hun er ofte utroligt forvirret, og nogle gange bliver hendes venner nødt til at stoppe hende, så hun ikke kommer til at skade sig selv eller andre. Hun er meget glemsom og kan glemme både at have trusser på og sine skoleting. Hun kærer sig dog også meget om Tooru og vil hjælpe hende, når hun har problemer.
Yuuko Nishi (西 由宇子 (ユー子) Nishi Yuuko)
Seiyuu: Minako Kotobuki
En langhåret andetårs-student og Runs klassekammerat. Hun er let at skræmme, og hun bliver ofte drillet af Tooru, mest fordi hun (Tooru) er misundelig på Minakos højde og figur. Hun taler med en bemærkelsesværdig Kansai-dialekt.
Nagisa Tennouji (天王寺 渚 (ナギ) Tennouji Nagisa)
Seiyuu: Yumi Uchiyama
Bliver ofte blot kaldet Nagi. Hun er en andetårs-student, Runs klassekammerat, og bærer briller og rottehaler. Hun er temmelig klog, og kommer ofte med kvikke bemærkninger til hendes venner. Hun er sommetider bevidst om hendes vægt, og hader ekstreme temperaturer. Hun ser fuldstændigt anderledes ud, hvis hun tager sine briller af og slår sit hår ud.

### Andre personer
Yutaka Imai (今井 豊 (ユタカ) Imai Yutaka)
Seiyuu: Ai Matayoshi
En førsteårsstudent og Toorus klassekammerat. Hun er en stor fan af Tooru, og prøver konstant at blive venner med hende, hvilket Tooru ikke bryder sig om. Hun er meget snakkesalig og udnytter enhver chance for at komme tæt på Tooru men bliver altid stoppet af Miho.
Miho Noyama (野山 美歩 (ミホ) Noyama Miho)
Seiyuu: Momoko Saitou
En førsteårsstudent og Yutakas ven og klassekammerat, som Yutaka derfor ofte kalder Mipo-rin. Hun er også en fan af Tooru men ikke ligeså overdrevet og ekstremt som Yutaka, som hun konstant prøver på at afholde fra at genere Tooru for meget. Hun har et fritidsjob i en maid café.
Sachiyo Satou (佐藤 幸世 Satou Sachiyo)
Seiyuu: Daisuke Ono
Skolens sundhedslærer, der er faktisk er ret svag selv. Det virker som om han er forelsket i Run, og han er underligt tiltrukket af hendes pande.
Kimiko Kitou (鬼頭 紀美子 Kitou Kimiko)
Seiyuu: Minori Chihara
Toorus klasselærer, der er besat af poesi. Hun er ofte meget motiveret om morgenen, til stor ærgrelse for eleverne, og kommer ikke så godt ud af det med Satou.
Taki Kamate (鎌手 多季 Kamate Taki)
Seiyuu: Miyuki Sawashiro
Run, Yuuko og Nagis klasselærer, der ofte har en temmelig afslappet attitude. Hun er ofte set undervise i idræt.
Keiko (ケイ子)
Seiyuu: Yuka Iguchi
Yuukos lillesøster der er meget dedikeret til sin søster.

## Medier

### Manga
Mangaen af bb Kuroda blev offentliggjort i Manga Time Kirara Carat fra 28. oktober 2008 til 28. november 2020. Den er sideløbende blevet samlet i foreløbig 10 bind. En antologi lavet af gæsteforfattere blev udgivet 27. juni 2011. En efterfølgende mangaserie, A Channel ~days in junior high school~, startede i magasinet Manga Time Kirara Carino 27. januar 2012.
| Bind | Udgivet           | ISBN                   |
| ---- | ----------------- | ---------------------- |
| 1    | 26. december 2009 | ISBN 978-4-8322-7876-9 |
|      |                   |                        |
| 2    | 26. marts 2011    | ISBN 978-4-8322-4007-0 |
|      |                   |                        |
| 3    | 27. marts 2012    | ISBN 978-4-8322-4127-5 |
|      |                   |                        |
| 4    | 27. februar 2013  | ISBN 978-4-8322-4265-4 |
|      |                   |                        |
| 5    | 27. februar 2014  | ISBN 978-4-8322-4408-5 |
|      |                   |                        |
| 6    | 27. marts 2015    | ISBN 978-4-8322-4544-0 |
|      |                   |                        |
| 7    | 26. marts 2016    | ISBN 978-4-8322-4677-5 |
|      |                   |                        |
| 8    | 27. marts 2017    | ISBN 978-4-8322-4816-8 |
|      |                   |                        |
| 9    | 26. maj 2018      | ISBN 978-4-8322-4948-6 |
|      |                   |                        |
| 10   | 25. oktober 2019  | ISBN 978-4-8322-7128-9 |
|      |                   |                        |
| 11   | 25. december 2020 | ISBN 978-4-8322-7236-1 |
|      |                   |                        |

### Anime
En animeserie i 12 afsnit, produceret af Studio Gokumi blev udsendt i Japan mellem 8. april og 24. juni 2011. Serien blev efterfølgende udgivet på seks blu-ray hhv. dvd i Japan fra 25. maj til 26. oktober 2011, hvor hver udgivelse indeholder to afsnit og to bonus mini-afsnit, kaldetA-Channel+. Sentai Filmworks har udgivet serien på dvd i Nordamerika 28. februar 2012 og på blu-ray 27. januar 2015. En OVA, kaldet A Channel + smile, med to afsnit blev udgivet på blu-ray og dvd i Japan 21. marts 2012. Hele serien blev udgivet samlet i en blu ray-boks sammen med et nyt OVA-afsnit 27. september 2017.

### Musik
- "Morning Arch" af Marina Kawano (TV)
- "Balloon Theatre" (バルーンシアター Baruun Shiataa) af Marina Kawano (OVA)

Ending Theme
- "Humming Girl" (ハミングガール Hamingu Gaaru) af Aoi Yuuki, Kaori Fukuhara, Minako Kotobuki og Yumi Uchiyama (TV)
- "Smile Equation" (スマイル方程式 Sumairu Houteishiki) af Aoi Yuuki, Kaori Fukuhara, Minako Kotobuki og Yumi Uchiyama (OVA)

Insert Songs
- "Chemistry of a Spring Breeze" (はるかぜの化学 Harukaze No Kagaku) af Kaori Fukuhara, Aoi Yuuki, Minako Kotobuki og Yumi Uchiyama (ep. 1)
- "Start" af Kaori Fukuhara, Aoi Yuuki, Minako Kotobuki og Yumi Uchiyama (ep. 2)
- "I Want to Hold You Tight" (ぎゅっとして欲しいんだ Gyutto Shite Hoshiinda) af Aoi Yuuki (ep. 3)
- "Summer Dream Syndrome" af Kaori Fukuhara (ep. 4)
- "Mermaid Sisters" af Minako Kotobuki (ep. 5)
- "Let's Explore!" (たんけんのススメ Tanken No Susume) af Yumi Uchiyama (ep. 6)
- "Summer Breeze" af Minako Kotobuki (ep. 7)
- "Tea's Melodical Beauty Bang Bang" (オチャメロディカルビューティーバンバン Ocha Merodikaru Byuutii Ban Ban) af Kaori Fukuhara (ep. 7)
- "One Night's Love, One Night's Dream" (恋一夜夢一夜 Koi Ichiya, Yume Ichiya) af Yumi Uchiyama (ep. 7)
- "Friends" (ともだち Tomodachi) af Kaori Fukuhara and Aoi Yuuki (ep. 7)
- "Your Hand" (君の手 Kimi no Te) af Daisuke Ono (ep. 7)
- "We Don't Have Wings" (翼はないけど Tsubasa wa Nai Kedo) af Kaori Fukuhara and Aoi Yuuki (ep. 8)
- "Sweets Time" (オカシナ時間 Okashi na Jikan) af Kaori Fukuhara, Aoi Yuuki, Minako Kotobuki og Yumi Uchiyama (ep. 9)
- "Happy Snow" af Kaori Fukuhara, Aoi Yuuki, Minako Kotobuki og Yumi Uchiyama (ep. 10)
- "Surely, Always, More" (きっと ずっと もっと Kitto Zutto Motto) af Aoi Yuuki (ep. 11)
- "Unidentified Flying Girl" (未確認飛行ガール Mikakuninhikou Gaaru) af Minako Kotobuki og Yumi Uchiyama (ep. 12)
- "A Special Place" (大切な場所 Taisetsu na Basho) af Aoi Yuuki, Ai Matayoshi og Momoko Saitou (OVA ep. 1)
- "Happy New Days" af Aoi Yuuki, Kaori Fukuhara, Minako Kotobuki og Yumi Uchiyama (OVA ep. 2)

## Eksterne links
- A Channel (manga) i Anime News Network's Encyklopædi